# Czaa-Suur
Czaa-Suur (ros. Чаа-Суур) – wieś w Rosji, w Tuwie, w kożuunie owiurskim. W 2010 liczyła 620 mieszkańców.